# Atypophthalmus thomasseti
Atypophthalmus thomasseti är en tvåvingeart som först beskrevs av Edwards 1912.  Atypophthalmus thomasseti ingår i släktet Atypophthalmus och familjen småharkrankar.
Artens utbredningsområde är Seychellerna. Inga underarter finns listade i Catalogue of Life.